# Eurofighter GmbH

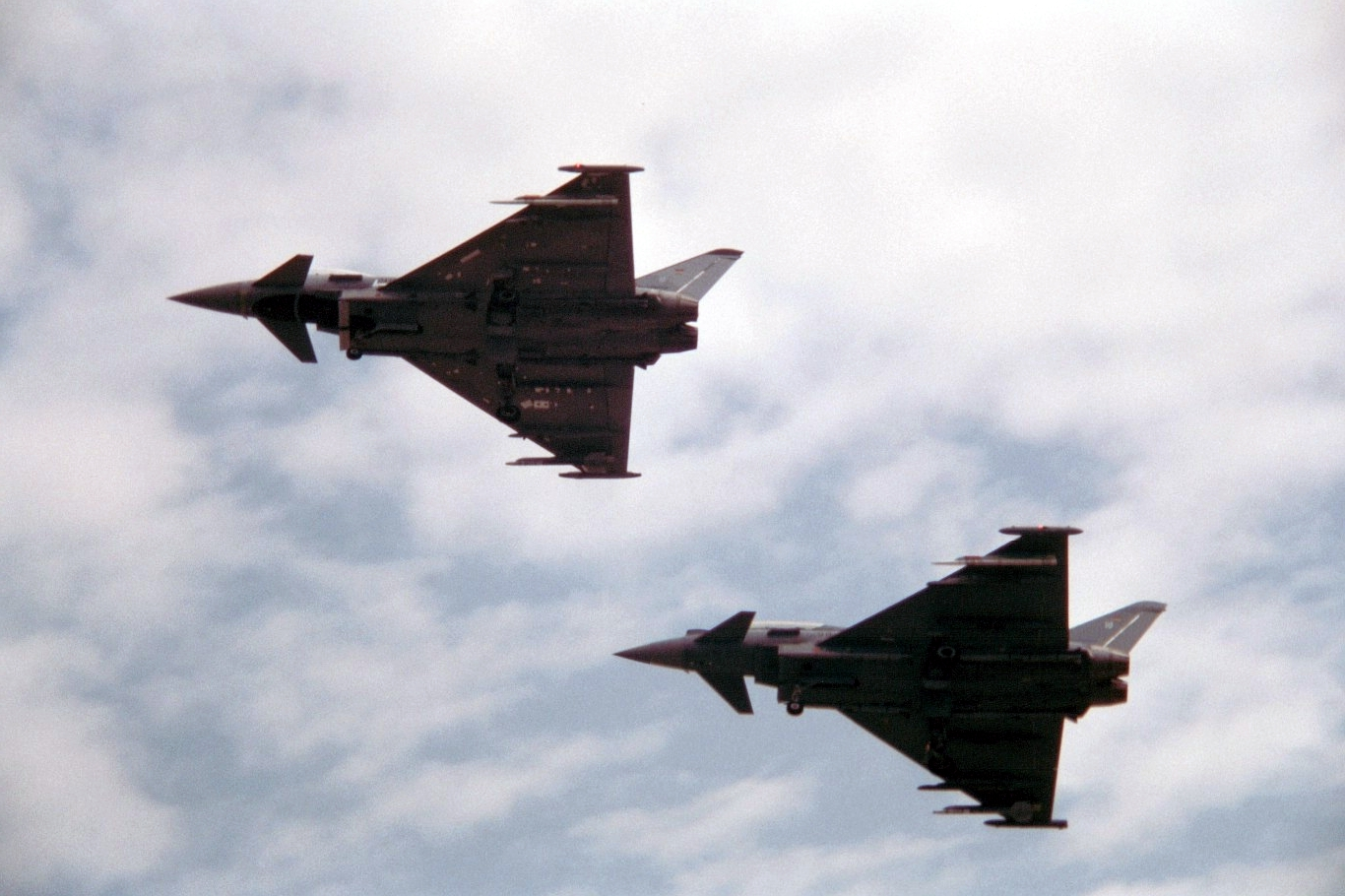
2 Eurofighter en formación.

Eurofighter GmbH (nombre completo Eurofighter Jagdflugzeug GmbH) es un consorcio europeo que coordina el diseño, producción y mejoras del caza Eurofighter Typhoon.
Fundada en 1986 a consecuencia de las negociaciones iniciadas durante el principio de los años 80 por los países participantes.
La empresa está registrada en Alemania y tiene su sede en la localidad de Hallbergmoos, Múnich, sede de varias empresas aeronáuticas por su cercanía al Aeropuerto Internacional de Múnich.

## Composición de la compañía
La compañía es propiedad de las mayores compañías aeroespaciales de las cuatro naciones participantes en el programa Eurofighter:
- Leonardo S.p.A por Italia
- BAE Systems por Reino Unido
- Airbus Defence and Space  por Alemania y  España

El reparto de los trabajos de desarrollo entre las empresas es resultado de un acuerdo previo (33% Reino Unido, 33% Alemania, 21% Italia, 13% España), mientras que el reparto de los trabajos de producción corresponde aproximadamente al número de aviones solicitados por cada uno de los países (37,5% Reino Unido, 30% Alemania, 19,5% Italia y 13% España).

## Relaciones con otras empresas
El cliente de la empresa Eurofighter GmbH es la NATO Eurofighter and Tornado Management Agency (Agencia de la OTAN para la gestión del Eurofighter y el Tornado, NETMA), que opera en nombre de las naciones participantes.
Por otra parte, la compañía Eurofighter GmbH incorpora al avión los motores diseñados y gestionados por la compañía EuroJet Turbo GmbH, que también es propiedad de compañías industriales representativas de los cuatro países impulsores.
Esta gestión colaborativa sigue de cerca el modelo del programa Tornado, en cuyo caso la empresa Panavia Aircraft GmbH es responsable de la entrega del sistema de defensa, y la Turbo Union Ltd. es responsable del sistema de producción.